# Renate Stecher
Pour les articles homonymes, voir Stecher.
Renate Stecher, née Meissner le 12 mai 1950 à Süptitz, est une athlète allemande spécialiste du 100 et du 200 mètres.
Elle domine le sprint mondial féminin dès le début des années 1970 en réalisant notamment le doublé 100 m/200 m lors des Championnats d'Europe de 1971 et des Jeux olympiques de 1972. Elle accumule durant sa carrière six médailles olympiques dont trois titres, et douze médailles continentales dont huit titres (quatre en plein air et quatre en salle).
Première athlète féminine à descendre sous la barrière des onze secondes au 100 mètres (10 s 9, le 7 juin 1973), elle améliore à quatre reprises le record du monde de la discipline, et par deux fois le record mondial du 200 mètres.

## Carrière
Entre le mois d'août 1970 et de juin 1974, elle remporte 90 courses consécutives sur 100 et 200 mètres.
Deux fois championne olympique et cinq fois championne d'Europe pour la République démocratique allemande, elle est également la première femme à avoir couru le 100 mètres en moins de 11 secondes. C'était en 10 s 9 le 7 juin 1973 à Ostrava (avec un chronométrage manuel).

## Dopage
Malgré les révélations sur le dopage d’État en Allemagne de l'Est, Renate Stecher nie s'être dopée. Cette position est remise en cause par plusieurs témoins dont son compatriote et ancien partenaire de club, Michael Droese, médaillé de bronze au relais 4 × 100 m aux championnats d'Europe d’athlétisme en 1974, ainsi que par des documents de la Stasi,.

## Palmarès
| Date | Compétition                    | Lieu     | Épreuve   | Rang | Temps   | Record |
| ---- | ------------------------------ | -------- | --------- | ---- | ------- | ------ |
| 1969 | Championnats d'Europe          | Athènes  | 200 m     | 2e   | 23 s 3  |        |
| 1969 | Championnats d'Europe          | Athènes  | 4 × 100 m | 1re  | 43 s 63 |        |
| 1970 | Championnats d'Europe en salle | Vienne   | 60 m      | 1re  | 7 s 4   |        |
| 1971 | Championnats d'Europe en salle | Sofia    | 60 m      | 1re  | 7 s 3   |        |
| 1971 | Championnats d'Europe          | Helsinki | 100 m     | 1re  | 11 s 4  |        |
| 1971 | Championnats d'Europe          | Helsinki | 200 m     | 1re  | 22 s 7  |        |
| 1971 | Championnats d'Europe          | Helsinki | 4 × 100 m | 2e   | 43 s 6  |        |
| 1972 | Championnats d'Europe en salle | Grenoble | 50 m      | 1re  | 6 s 25  |        |
| 1972 | Jeux olympiques                | Munich   | 100 m     | 1re  | 11 s 07 | RM     |
| 1972 | Jeux olympiques                | Munich   | 200 m     | 1re  | 22 s 40 | RM     |
| 1972 | Jeux olympiques                | Munich   | 4 × 100 m | 2e   | 42 s 95 |        |
| 1974 | Championnats d'Europe en salle | Göteborg | 60 m      | 1re  | 7 s 16  |        |
| 1974 | Championnats d'Europe          | Rome     | 100 m     | 2e   | 11 s 23 |        |
| 1974 | Championnats d'Europe          | Rome     | 200 m     | 2e   | 22 s 68 |        |
| 1974 | Championnats d'Europe          | Rome     | 4 × 100 m | 1re  | 42 s 51 | RM     |
| 1976 | Jeux olympiques                | Montréal | 100 m     | 2e   | 11 s 13 |        |
| 1976 | Jeux olympiques                | Montréal | 200 m     | 3e   | 22 s 47 |        |
| 1976 | Jeux olympiques                | Montréal | 4 × 100 m | 1re  | 42 s 55 | RO     |

## Records

### Records du monde individuels
- Chronomètres électroniques
  - 100 m - 11 s 07	(Munich, 2 septembre 1972)
- Chronomètres manuels
  - 200 m - 22 s 1 (Dresde, 21 juillet 1973)
  - 100 m - 10 s 8 (Dresde, 20 juillet 1973)
  - 100 m - 10 s 9 (Ostrava, 7 juin 1973)
  - 200 m - 22 s 4 (Munich, 7 septembre 1972)
  - 100 m - 11 s 0 (Potsdam, 3 juin 1972)
  - 100 m - 11 s 0 (Berlin, 31 juillet 1971)
  - 100 m - 11 s 0 (Mexico, 15 octobre 1968)
  - 100 m - 11 s 0 (Berlin, 2 août 1970)